# Tervel Dlagnev
Tervel Dlagnev est un lutteur libre américain d'origine bulgare né le 19 novembre 1985 à Sofia en Bulgarie. Il évolue dans la catégorie des plus lourds (-120 kg ou -125 kg)
Il a déménagé à l'âge de quatre ans avec sa famille aux États-Unis puis est allé au lycée à Arlington, au Texas, où il a commencé à lutter pour perdre du poids. Il sera champion universitaire en 2008 représentant l'Université du Nebraska à Kearney.
Cinquième lors de ses deux participations aux jeux olympiques de Londres en 2012 et aux jeux olympiques de Rio en 2016, il est finalement médaillé de bronze des jeux de Londres après la déchéance du géorgien Davit Modzmanashvili contrôlé positif au turinabol puis l'Ouzbek Artur Taymazov déclassé en avril 2017 également pour dopage.
On peut ajouter à son palmarès deux autres médailles de bronze lors des championnats du monde en 2009 et 2014 ainsi qu'un titre aux Jeux panaméricains de 2011

## Palmarès

### Jeux olympiques
- Médaille de bronze en catégorie des moins de 120 kg aux Jeux olympiques d'été de 2012 à Londres

### Championnats du monde
- Médaille de bronze en catégorie des moins de 120 kg aux Championnats du monde de lutte 2009 à Herning
- Médaille de bronze en catégorie des moins de 125 kg aux Championnats du monde de lutte 2014 à Tashkent

### Jeux panaméricains
- Médaille d'or en catégorie des moins de 120 kg aux Jeux panaméricains de 2011 à Guadalajara

### Championnats panaméricains
- Médaille d'or en catégorie des moins de 120 kg aux Championnats panaméricains de lutte 2010 à Monterrey
- Médaille d'or en catégorie des moins de 120 kg aux Championnats panaméricains de lutte 2012 à Colorado Springs